# Échochirurgie
 (décembre 2022).
- Si vous ne connaissez pas le sujet, laissez ce bandeau (vous pouvez alors contacter les auteurs).
- Si vous supprimez le contenu mis en cause (vous pouvez préalablement contacter les auteurs),

argumentez précisément cette suppression dans la page de discussion
(un manque de référence n'est pas un argument ; une recherche réelle de référence doit avoir été effectuée, être formellement documentée).
L'échochirurgie est une nouvelle façon d'opérer à l'aide d'un échographe. Elle se veut mini invasive : l'incision nécessaire est d'environ 1 ou 2 mm. Cela permet de limiter les risques d'infection, les risques cicatriciels, de fibrose, de contenir et réduire l'hématome et évidement d'obtenir un bénéfice esthétique.

## Description
Le chirurgien orthopédiste n'a plus besoin de faire de grande incision uniquement pour voir, l'image générée par l'échographe suffit à guider le geste chirurgical. Ces interventions ont l'avantage d'être si peu invasives qu'elles peuvent se dérouler en consultation ou dans une salle spéciale, en dehors du bloc opératoire. L'anesthésie est une anesthésie locale ou walant faite par le chirurgien.
Ainsi de nombreux actes chirurgicaux ont été mis au point : 
- Pour le membre inférieur :
  - l'aponévrotomie plantaire pour la fasciite ou l'aponévrosite plantaire[2]ou épine calcanéenne
  - la section du rétinaculum des fléchisseurs à la cheville ou la section du fascia de l'abducteur de l'hallux pour le syndrome du tunnel tarsien[3]
  - la section du ligament profond intermétatarsien pour le névrome de Morton
  - l'aponévrotomie des gastrocnémiens pour la  rétraction des gastrocnémiens[3]. Cette rétraction est responsable de nombreuses pathologies : lombalgies, instabilité de la cheville, crampe du mollet, tendinopathie corporéale de l’Achille, tendinopathie d’insertion de l’Achille, aponévrosite plantaire, hallux rigidus, hallux limitus, hallux valgus, névrome de Morton, métatarsalgie, orteils en griffe, mal perforant plantaire chez le diabétique.

- Pour le membre supérieur :
  - la section du rétinaculum carpien des fléchisseurs pour le syndrome du canal carpien
  - la section de la poulie A1 pour le doigt à ressaut
  - la section à l'aiguille de la fibrose du Dupuytren

## Chirurgie guidée par échographie
Le chirurgien peut aussi utiliser l'échographie pour améliorer le résultat de son intervention :
- la rupture du tendon d'Achille, l'incision fait 2 cm et les fils qui, avant, étaient mis "à la sensation" peuvent être placés très précisément dans le tendon sous contrôle échographique.
- l'ablation du matériel d'ostéosynthèse. L’échographe permet de localiser au millimètre près une vis, une broche sans avoir besoin de faire de radio au bloc opératoire. L'incision est plus petite, le geste plus précis et l'intervention plus courte. Notamment l'ablation des Implanon[4] lorsque celui ci a migré et n'est plus accessible à une ablation simple. L'implanon est facilement vu à l'échographie, il suffit d'une incision de 2mm en regard de l'implant et, par guidage échographique, une pince attrape l'implant et le retire. Un geste stressant devient simple, rapide, fait en consultation sans nécessité de jeun pré-opératoire.